# Psaliodes tolimata
Psaliodes tolimata là một loài bướm đêm trong họ Geometridae.